# LEDA 2821816
LEDA 2821816(4C +71.07)은 큰곰자리에 위치한 퀘이사이다. 지구로부터 약 10억 7,000만 광년 떨여져 있으며, 제트를 방출한다.

## 같이 보기
- 퀘이사

- 블레이자